# Jag vill inte dö, jag vill bara inte leva
Jag vill inte dö, jag vill bara inte leva är en bok, utgiven i januari 2009, om och av Ann Heberlein.
I boken berättar Heberlein öppet om hur det är att leva med bipolär (manodepressiv) sjukdom. Boken är väldigt självutlämnande och slutar med ett avskedsbrev och förberedelse till ett föregivet stundande självmord. I den senare boken Ett gott liv (2011) uppger Heberlein att hon ångrade utgivningen, då hon menar sig ha befunnit sig i ett "psykotiskt tillstånd" vid bokens tillkomst och hon resonerar allmänt om etiska frågeställningar gällande dagens trender av personligt utlämnande i kulturella sammanhang.

## Dramatisering
Boken har även dramatiserats som monolog av Åsa Lindholm och under flera år spelats för utsålda hus med urpremiär på Göteborgs stadsteater år 2010 med Lisa Lindgren i huvudrollen och i regi av Mia Höglund-Melin. Från hösten 2012 har den också spelats med Melinda Kinnaman i huvudrollen på Dramaten Scenuppsättningen hade nypremiär den 20 maj 2016 på Dramatens lilla scen i Stockholm.